# Condylostylus sipho
Condylostylus sipho är en tvåvingeart som först beskrevs av Thomas Say 1823.  Condylostylus sipho ingår i släktet Condylostylus och familjen styltflugor. Inga underarter finns listade i Catalogue of Life.